# 叙普河畔圣艾蒂安
敘普河畔圣艾蒂安（法語：Saint-Étienne-sur-Suippe，法語發音：[sɛ̃.t‿etjɛn syʁ sɥip]）是法国马恩省的一个市镇，属于兰斯区。

## 地理
叙普河畔圣艾蒂安（49°23'11"N, 4°5'46"E）面积7.74 平方千米，位于法国大東部大區马恩省，该省份为法国东北部内陆省份，北起阿登省，西北接埃纳省，西南接塞纳-马恩省，南至奥布省，东南接上马恩省，东临默兹省。
与叙普河畔圣艾蒂安接壤的市镇（或旧市镇、城区）包括：乌迪尔库尔、普瓦尔库尔-悉尼、欧梅南库尔、叙普河畔布尔特、勃艮第-弗雷讷。

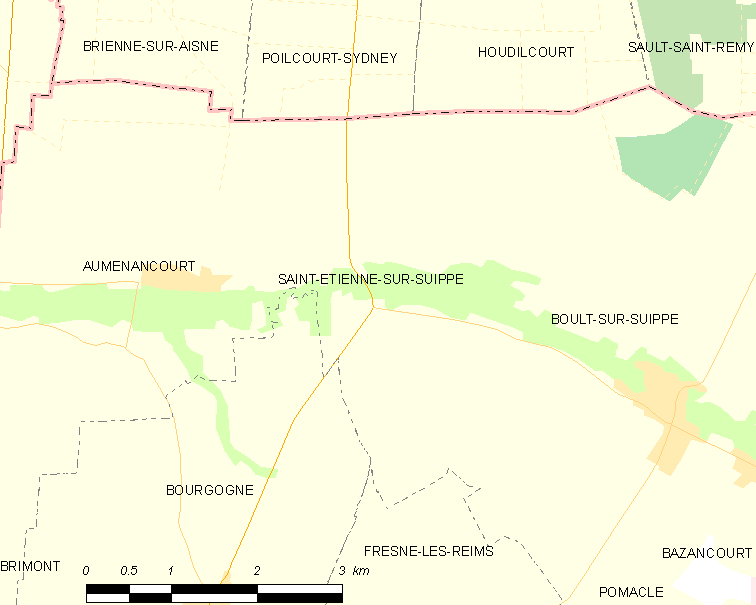
叙普河畔圣艾蒂安的OSM定位图

叙普河畔圣艾蒂安的时区为UTC+01:00、UTC+02:00（夏令时）。

## 行政
叙普河畔圣艾蒂安的邮政编码为51110，INSEE市镇编码为51477。

## 政治
叙普河畔圣艾蒂安所属的省级选区为勃艮第-弗雷讷县。

## 人口

1962-2008年间叙普河畔圣艾蒂安人口变化图示

叙普河畔圣艾蒂安于2022年1月1日时的人口数量为349人。